# Мюррен
Мю́ррен (нем. Mürren) — традиционная горная деревня в Бернском Оберланде кантона Берн, Швейцария, население которой относится к национальной группе валийцев (нем. Walser ).
Мюррен лежит на высоте 1650 м над уровнем моря и является зоной, свободной от автомобильного транспорта, наряду с расположенным в 2,3 км южнее Гиммельвальдом (нем. Gimmelwald).
Из Мюррена открывается вид на горы Эйгер, Мёнх и Юнгфрау. Летом Мюррен служит отправной точкой для пешеходных прогулок по горам, в том числе к высочайшему водопаду страны Мюрренбаху. В зимнее время это горнолыжный курорт, входящий в состав горнолыжного региона Юнгфрау.
В Мюррене проживает около 450 человек, а гостиницы деревни могут принять до 2000 туристов.
Также Мюррен известен благодаря первому в мире вращающемуся горному ресторану Пиц Глория (нем. Piz Gloria), расположенному на вершине горы Шилтхорн, в котором снимался фильм о Джеймсе Бонде «На секретной службе Её Величества».
В Мюррене есть школа и две церкви, одна — англиканская и протестантская, другая — католическая.

## История
В 1257 году Мюррен впервые упоминается в письменных источниках как Мурен (нем. Muren). В 1345 году он становится известен как Мурн (нем. Murn). Землёй и людьми тогда владел здесь барон фон Вэденсвил (нем. von Wädenswil). В 1275 году Мюррен отошёл к Петеру фом Турну (нем. Peter vom Thurn), а затем к монастырю Интерлакена.
В 1931 году и в 1935 году в Мюррене проводились Чемпионаты мира по горным лыжам. Также каждую зиму в Мюррене проводится самый длинный в мире скоростной спуск для профессиональных горнолыжников и любителей «Марафон Инферно». Также ежегодно в августе Мюррен принимает участников мультиспортивной гонки «Триатлон Инферно», маршрут которой оканчивается на Шилтхорне.

## Транспорт и доступность
В Мюррен можно добраться из Лаутербруннена по канатной дороге и железной дороге. В Мюррене также располагается нижняя станция фуникулёра на Альмендхубель (нем. Allmendhubel).

## Административная принадлежность
Мюррен, наряду с Венгеном, Изенфлю, Гиммельвальдом (нем. Gimmelwald), Штехельбергом (нем. Stechelberg) и Лаутербрунненом (нем. Lauterbrunnen), входит в коммуну Лаутербруннен, которая охватывает всю долину Лаутербруннена и, в свою очередь, входит в округ Интерлакен-Оберхасли.

## Население
| Год       | 1783 | 1811 | 1900 | 1910 | 1930 | 1941 | 1960 | 1970 | 1980 | 2006 | 2009 |
| Население | 92   | 136  | 214  | 311  | 342  | 339  | 441  | 448  | 458  | 450  | 418  |

## Фотографии

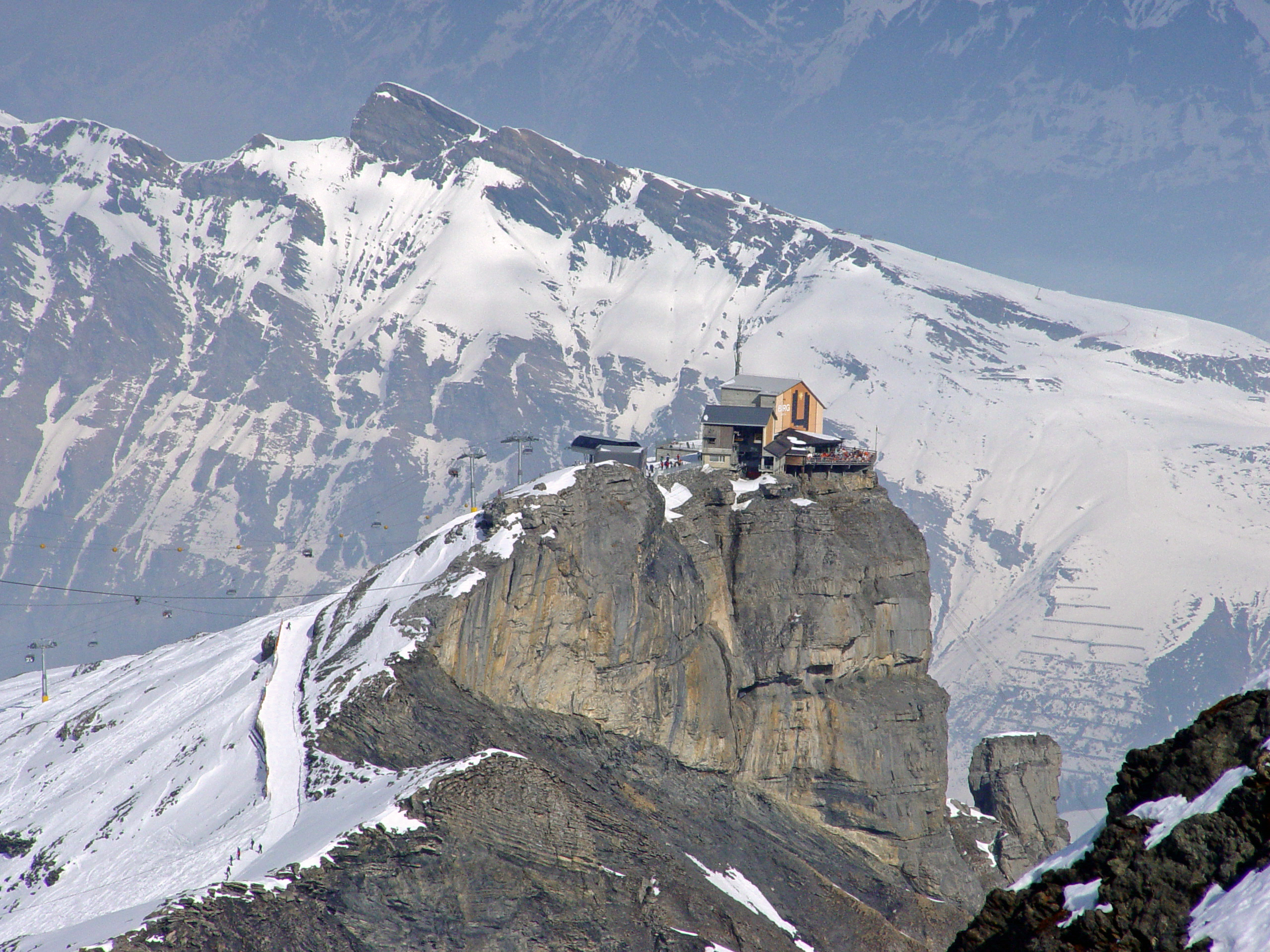
Станция канатной дороги Бирг над Мюрреном
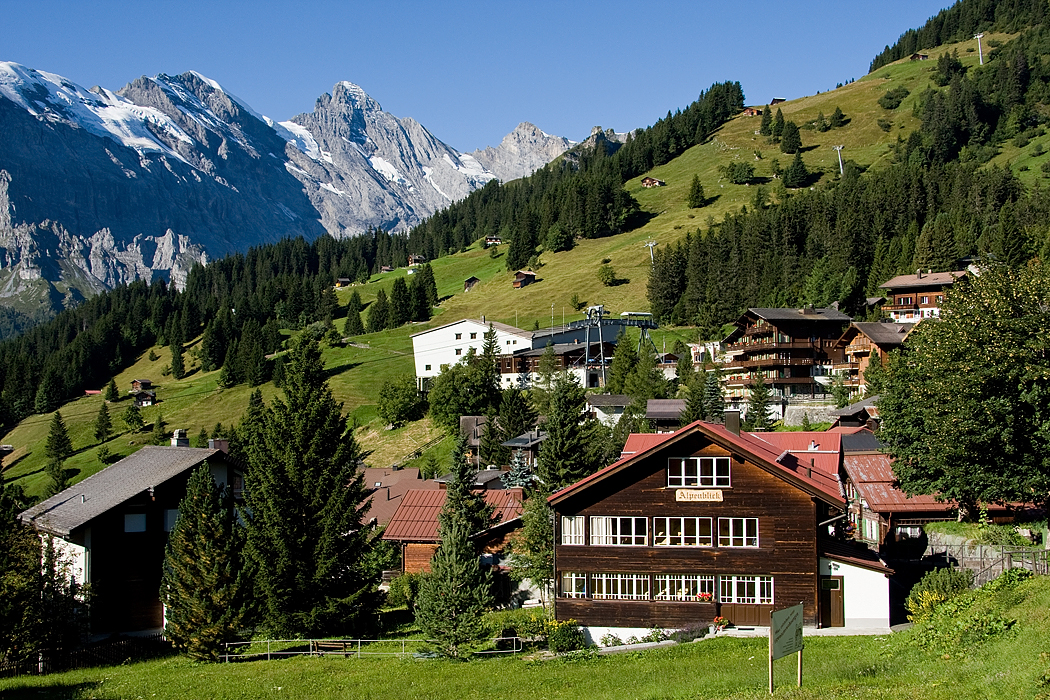
Вид в западном направлении
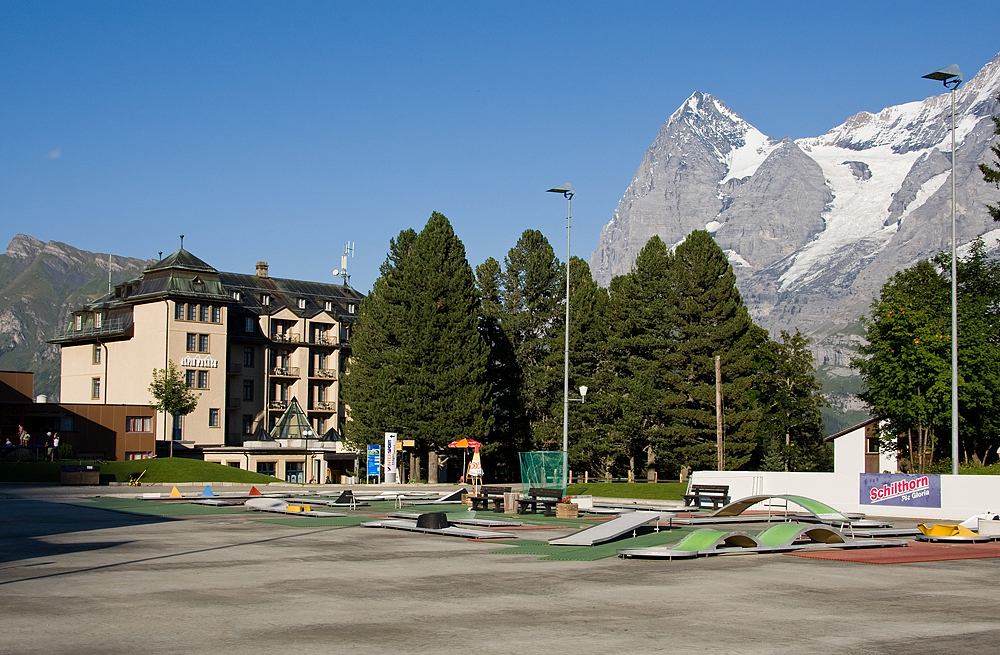
Вид на спортивный центр и гостиницу Hotel Alpin Palace